# NGC 4479
NGC 4479 је спирална галаксија у сазвежђу Береникина коса која се налази на NGC листи објеката дубоког неба.
Деклинација објекта је + 13° 34' 41" а ректасцензија 12h 30m 18,3s. Привидна величина (магнитуда) објекта NGC 4479 износи 12,5 а фотографска магнитуда 13,5. Налази се на удаљености од 16,600 милиона парсека од Сунца. NGC 4479 је још познат и под ознакама UGC 7646, MCG 2-32-100, CGCG 70-134, VCC 1283, PGC 41302.